# Innoson Vehicle Manufacturing
Innoson Vehicle Manufacturing Co. Ltd. (IVM) est un constructeur automobile et d'autobus nigérian fondé par Innocent Chukwuma (en). IMV possède une usine à Nnewi dans l'Etat d'Anambra,. La société est surnommée La Fierté de la Route Africaine.
Les pièces des véhicules sont fabriquées localement à 70%, le reste étant importé du Japon, de la Chine ou de l'Allemagne.
Dans la gamme de véhicules d'IVM, on peut citer les modèles cinq places Fox (moteur 1.5 L) et Umu (2 L) ainsi que le mini-bus Uzo.
Le 20 mai 2022, Innoson a présenté son premier "keke". Les kékés sont des véhicules à moteur à trois roues et constituent le principal moyen de transport au Nigeria. Jusqu'à présent, ils étaient importés d'Extrême-Orient et coûtaient généralement environ 800.000 nairas, soit 1.600 euros. Innoson a annoncé un prix de vente de 500.000 naira ou 1.000 euros. La capacité de production s'élève à 60.000 "kekes" par an. Cette capacité sera encore augmentée par la construction d'une nouvelle usine de production à Owerri, dans l'État d'Imo, sur un terrain de 150,000 mètres carrés. La production nationale des trikes, omniprésents au Nigeria, devrait avoir un impact positif sur la balance commerciale et le marché du travail du pays,.

## Innoson à l'international
Si les véhicules d'Innoson sont déjà présents depuis quelques années dans des pays de l'Afrique de l'Ouest (Mali, Sierra Leone et Ghana), c'est en 2021 qu'Innoson a prévu d'investir officiellement ce marché, en commençant par le Bénin et le Ghana.